# Годольфин, Фрэнсис, 2-й граф Годольфин
Сэр Фрэнсис Годольфин (англ. Francis Godolphin, 2nd Earl of Godolphin; 3 сентября 1678 — 17 января 1766) — британский аристократ и политик, виконт Реалтон (1706—1712), второй граф Годольфин (1712—1766) и первый барон Годольфин (1735—1766).

## Биография
Единственный сын Сидни Годольфина (1645—1712), 1-го графа Годольфина (1706—1712), и Маргарет Благге (1652—1678).
Родился в Уайтхолле (Лондон) 3 сентября 1678 года и в тот же день был крещен. Его мать Маргарет Годольфин умерла 9 сентября, через шесть дней после рождения сына. Английский писатель Джон Ивлин, близкий знакомый Маргарет, перенес свою дружбу на её маленького сына, взял на себя ответственность и руководил его образованием, и продолжал проявлять интерес к его благосостоянию, пока он рос.
Фрэнсис Годольфин получил образование в Итонском университете и в Кембриджском королевском колледже, который он окончил в 1705 году, получив степень магистра. В 1695—1698 годах — депутат палаты общин от округа Хелстон (Корнуолл). С 29 июня 1698 года служил регистратором в канцлерском суде.
В 1699—1704 годах Фрэнсис Годольфин был одним из должностных лиц в государственном казначействе. В 1701 году он был избран в парламент от округа Ист Лоо (Корнуолл), также получил мандат от округа Хелстон и был избран для представления этого района. В 1704—1711 и 1714—1723 годах он служил в качестве казначея-кассира Департамента Дворцового Хозяйства.
В 1706 году, когда его отец Сидни Годольфин получил титул первого графа Годольфина, Фрэнсис стал виконтом Реалтоном. В 1708—1710 годах он представлял в парламенте округ Трегони в графстве Оксфордшир.
В сентябре 1712 года после смерти своего отца Фрэнсис Годольфин унаследовал титул графа Годольфина и стал членом палаты лордов Великобритании. В 1715—1735 годах — лорд-лейтенант Оксфордшира. В 1716 году он был назначен лордом-спальником при короле Георге I, верховный стюард Банбери (1718), в мае 1723 года стал членом Тайного совета Великобритании. В 1728 году Фрэнсис Годольфин был назначен верховным стюардом Вудстока и губернатором острова Силли.
23 января 1735 года Фрэнсис Годольфин получил титул барона Годольфина из Хелстона (Корнуолл). В 1723, 1725 и 1727 годах он был одним из лордов-юстициариев Великобритании. В 1727—1735 годах занимал должность камергер стула. В 1735—1740 годах — лорд-хранитель Малой печати. Он контролировал гнилые местечки в округе Хелстон. В обмен на их поддержку Фрэнсис Годольфин реставрировал церкви в Хелстоне (1763) и платил взносы и налоги за всех избирателей в округе. В 1739 году он был одним из основателей воспитательного дома.
Как он утверждал, в своей жизни он прочитал две книги — History of My Own Time («История моего собственного времени») Барнета и Apology («Апологии») Колли.
17 января 1766 года 87-летний Фрэнсис Годольфин скончался; похоронен 25 января в церкви в Кенсингтоне. Из-за отсутствия наследников мужского пола титул графа Годольфина был ликвидирован, а титул барона Годольфина унаследовал его двоюродный брат Фрэнсис Годольфин (1706—1785).

## Семья и дети
В марте 1698 года Фрэнсис Годольфин женился на леди Генриетте Черчилль (1681—1733), старшей дочери Джона Черчилля, 1-го герцога Мальборо, и Сары Дженнингс. После смерти её отца 16 июня 1722 года она стала второй герцогиней Мальборо, и скончалась 24 октября 1733 года. Их дети:
- Уильям Годольфин (1700—1731), маркиз Блэндфорд
- лорд Генри Годольфин (род. 1701)
- леди Маргарет Годольфин (род. 1703)
- леди Генриетта Годольфин (ок. 1707—1776), муж с 1718 года Томас Пелэм-Холлс (1693—1768), 1-й герцог Ньюкасл (1756—1768)
- леди Мэри Годольфин (1723—1764), муж с 1740 года Томас Осборн (1713—1789), 4-й герцог Лидс (1731—1789).